# Trioxyde d'antimoine
Le trioxyde d’antimoine, également appelé trioxyde de diantimoine ou oxyde d’antimoine(III), est un composé inorganique de formule Sb2O3. Il s’agit d’un oxyde d'antimoine se présentant au laboratoire sous la forme d’une poudre blanche, sa forme minérale étant la sénarmontite (cristaux cubiques incolores) ou la valentinite (cristaux orthorhombiques blancs).
La sénarmontite, stable à température ordinaire, se transforme à 570 °C en valentinite, métastable en dessous de cette température.

## Écotoxicologie
En 2022, alors que les mécanismes de toxicité aquatique du Sb sont encore très mal compris, celle de la toxicité moléculaire du Sb(III) l'est plus encore, mais fait l'objet de quelques études

## Utilisations
Il est utilisé comme agent de synergie avec des composés halogénés pour l'ignifugation des polymères et textiles ; opacifiant pour verres, céramiques et émaux ; pigment pour peintures et catalyseur chimique.